# 妃ひかり
妃 ひかり（きさき ひかり、1989年5月29日 - ）は日本のAV女優、ストリッパー。LINX所属。
2007年に岩佐めい（いわさ めい）としてデビューし、2008年に彩月あかり（さつき あかり）、2012年に仲夏ゆかり（なかなつ ゆかり）、2019年に妃 ひかり（きさき ひかり）へ改名している。

## プロフィール
岩佐めい 名義
- 1986年4月19日生まれ[2]。
- 東京都出身。
- 身長:160cm。
- スリーサイズ:B86(Dカップ)・W59・H87[3]
- 趣味・特技:歌

彩月あかり 名義
- 1987年5月29日生まれ[4]。
- 千葉県出身[4]。
- 身長:158cm[4]。
- スリーサイズ:B85・W58・H82[4]
- 趣味:ロールプレイングゲーム[4]、アニメ鑑賞[5]。

## 略歴
- 2007年4月、岩佐めいの芸名でS1より『新人ギリギリモザイク 岩佐めい』にてAVデビュー[2]。デビュー前の経験人数は1名だったという[6][7]。デビュー作品は週刊誌により密着取材が敢行された[7]。
- 2008年1月、ブログの更新停止。
- 2008年5月、東京プロデュースセンターからティーパワーズへ事務所を移籍し、彩月あかりに改名。プロフィールも若干変更。
- 2009年1月11日、新宿ニューアートにてストリップデビュー。
- 2012年7月1日、ティーパワーズからサーカスエンターテイメントへ事務所を移籍し、仲夏ゆかり（なかなつ・ゆかり）に改名[8]。
- 2013年8月発売『色白巨乳の美人家庭教師 ゆかり先生』（クリスタル映像）を最後に事実上の引退をするが、DINOに所属し[9]、妃ひかり（きさき・ひかり）と芸名を改め、2019年8月24日、『始動 人妻・熟女№1メーカー・マドンナがひと目惚れした人妻 妃ひかり 30歳専属決定スペシャル』（マドンナ）で6年ぶりに女優復帰[10]。
- 2022年12月、週刊大衆にて「日本一美しい33歳」として巻頭グラビアが掲載された[11]。

## 作品

### アダルトビデオ
岩佐めい 名義
2007年
- 新人ギリギリモザイク（4月7日、エスワン）[2]
- ギリギリモザイク 絶叫!ビッグマグナムFUCK（5月19日、エスワン）[2]
- ギリギリモザイク バコバコ乱交33（6月19日、エスワン）[2]
- ギリギリモザイク 6つのコスチュームでパコパコ!（7月19日、エスワン）[2]
- まるごと4時間×ギリギリモザイク 無限絶頂!激イカセFUCK 激烈ピストン（8月19日、エスワン）[2]

2008年
- ぷるるんウェイトレスはメイドさん（1月11日、クリスタル映像）
- A級乳犯（2月8日、クリスタル映像）
- 完全ファイル（3月14日、クリスタル映像）

彩月あかり 名義
2008年
- 初撮りバイブル 5 ファミレス店員 はるか18歳11ヶ月（5月13日、プレステージ）
- ウリをはじめた制服少女73 恵比寿ウリ少女（5月23日、プレステージ）
- 働くオンナ VOL.21（7月23日、プレステージ）
- WATER POLE 56（8月12日、プレステージ）
- 顔射の美学 03（9月20日、プレステージ）
- 高級ソープよりもすごい 極上ウラ風俗02（10月22日、プレステージ）
- アメスク 14（11月21日、プレステージ）
- Working-Lady（12月10日、ラストラス）

2009年
- kira☆kiraフェラチオ学園祭 Vol.2（1月19日、kira☆kira）共演:渋谷あすか、楓まお、仲村ろみひ、石川みずき
- ほんとうにエロい、フェラチオとセックス。（2月1日、MOODYZ）
- コスプレモード女子校生 05（3月10日、ラストラス）共演:桜あやめ、綾瀬しおり
- ハイスクール乱交白書3 3時間SPECIAL（3月13日、MOODYZ）共演:亜梨、南りん
- 真性中出し（4月13日、MOODYZ）
- 初パイパン（5月13日、MOODYZ）
- 家庭教師 優しい小悪魔 Sweet Little Devil（6月7日、BeFree）
- 夫には内緒で… 昔みたい… あかり（7月7日、BeFree）
- 夫の目の前で犯されて- 汚された記憶（9月7日、アタッカーズ）
- 隣のお姉さんを犯したあの日…（10月7日、アタッカーズ）
- 新奴隷島 第八章 20年ぶりの奴隷島（11月7日、アタッカーズ）共演:青山ゆい

2010年
- 奴隷色のステージ 7（1月7日、アタッカーズ）共演:小桜沙樹、桜あやめ
- 逆ナンパ マジックミラー号 芸能人（1月21日、SODクリエイト）共演:栗まり、一ノ瀬あきら
- うちにおいでよ（2月1日、ワンズファクトリー）
- コイツらから選んでヤれる 遊び方は貴方が選ぶ☆ゴーゴーバーへ行こう!（2月4日、SODクリエイト）共演:成瀬心美、諸星セイラ、夏川未来、涼宮ラム、他
- 24/7【TWENTY FOUR/SEVEN】 18（3月19日、プレステージ）
- 超高級王様ゲーム（3月26日、SODクリエイト）共演:波多野結衣、浜崎りお、小澤マリア、晶エリー
- CAMPUS TRAP 02（4月10日、ラストラス）共演:みずほゆき
- 子育てで無防備になる○稚園ママのせいかつ（4月22日、SODクリエイト）共演:相沢しいら
- 麗しの美人OL 4時間 PREMIERE（4月23日、ケイ・エム・プロデュース）共演:一色渚、妃悠愛、竹内結、真白希実
- 恋夜【ren-ya】 〜第三十章〜（5月1日、プレステージ）
- 中出し玩具、貸します。 05 あかり（5月17日、S級素人）
- 究極の妄想発明シリーズ第19弾 時間が止まる腕時計 パート5（6月10日、ROCKET）共演:結城みさ、和葉みれい、大槻ひびき、COCO@、矢沢るい
- 3D映画館痴漢（7月8日、ROCKET）共演:伊沢美春、大堀香奈、内田美奈子、青木琴音
- 現役キャバ嬢がドレスを脱いだとき… 4時間 禁断の枕営業編（7月16日、BAZOOKA）共演:安藤美沙、神崎瑠美、成瀬心美、渡野夕芽
- ウブな清純少女にアクメパンツをはかせて援交スポットに路上放置 グチョグチョの愛液が男を惹きつけて変態プレイされちゃった私（7月22日、SODクリエイト）共演:神河美音
- 巨乳若妻湯けむり温泉旅行（10月22日、ケイ・エム・プロデュース）共演:藤崎クロエ、平松恵理香
- ヤレる女の見分け方 ストレスが溜まっている美人OLは会社でヤレる（12月24日、S級素人）共演:管野しずか、大沢のぞみ

2011年
- バレットリヴァース SIDE A -絆-（6月7日、アタッカーズ）共演:あすか伊央、天海麗
- バレットリヴァース SIDE B -恩讐-（6月7日、アタッカーズ）共演:あすか伊央、天海麗
- バレットリヴァース 完全版（7月7日、アタッカーズ）共演:あすか伊央、天海麗
- 童貞クリニック（9月22日、SODクリエイト）共演:浅乃ハルミ、篠田ゆう、美空あいり、川上ゆう
- メガザーメン一発大量顔射 7（9月23日、ケイ・エム・プロデュース）共演:川上ゆう、鈴音りおな、水城奈緒、波多野結衣、みづなれい、真白希実、RUMIKA、水原里香、朝香涼、阿利希カレラ

仲夏ゆかり 名義
2012年
- 若妻不倫淫乱ホテル ＃7（8月1日、官能映像舎）
- Yukari never ending summer（2012年11月8日、グラッツコーポレーション）※イメージ作品

2013年
- 犯されたい女（2月21日、グローリークエスト）
- 禁断介護（3月21日、グローリークエスト）
- 巨乳女子大生が泊まりに来た民宿のエロいたずら小僧（6月7日、クリスタル映像）共演:橘なお、中居ちはる、遠藤百音
- いつでも、どこでも ベロちゅう（7月5日、クリスタル映像） 他出演:加納綾子、南梨央奈、桐原あずさ（伊藤あずさ）
- AV女優が撮影現場に来たらいきなりSEX 即ハメ 生中出し（8月1日、グローリークエスト）他出演:沖田杏梨、小泉真希、眞木あずさ、星海レイカ
- 色白巨乳の美人家庭教師 ゆかり先生（8月2日、クリスタル映像）

妃ひかり 名義
- 始動 人妻・熟女№1メーカー・マドンナがひと目惚れした人妻 妃ひかり 30歳専属決定スペシャル（2019年8月24日、マドンナ）
- 種無し旦那のためにボロ屋敷へ行き30日間精子を溜めた独身男と濃厚種付けセックスを楽しむ人妻 妃ひかり（2021年6月25日、本中）[12]
- 色気ムンムン女上司に仕組まれた相部屋マラ喰い逆NTR　朝までムチ乳デカ尻中出しプレスで10発抜かれたボク…妃ひかり（2021年11月2日、ワンズファクトリー）[13]

### イメージビデオ
- Hikari The noble queen・妃ひかり（2024年5月16日、REbecca）

### グラビア
岩佐めい 名義
- 週刊大衆2007年10月1日号、『愛欲OL 濡れる午後 ～そっとオフィスを抜け出して…』229-232頁。

## 出演

### オリジナルビデオ
- バレットリヴァース（2011年7月7日、アタックゾーン）共演：あすか伊央、天海麗、小出あかり、深月ユリア、荒木しげる

### テレビバラエティ
- 朝までたけし的ショー2008 お正月（2008年、テレビ朝日）